# Jumanji (serie de televisión)
Jumanji es una serie de televisión animada estadounidense basada en la película del mismo nombre de 1995. Jumanji constó de tres temporadas, desde 1996 a 1999, con un total de 40 episodios. En 1996, fue emitida por la cadena de TV UPN Network, pero las siguientes temporadas fue sindicalizada por la cadena BKN. La serie fue también emitida por la CITV en el Reino Unido y en el canal ruso RTR. La serie Jumanji fue producida por Adelaide Productions con diseños de caricaturas de Everett Peck y Klasky Csupo. Los episodios de la serie están disponibles en iTunes y Hulu. La serie se reestrenó por petición del público en Kabillion, y también está disponible en YouTube en idioma inglés en el canal Jumanjitv.

## Sinopsis
Si bien la serie siguió la trama de la película original, hubo algunos cambios importantes,  como por ejemplo, la ausencia del personaje de Bonnie Hunt, Sara, y presentaron ciertas variaciones la edad y la relación interpersonal del policía Carl Bentley (interpretado por David Alan Grier en la película). Van Pelt aparece en algunos episodios. 
Además de modificar también la modalidad del juego pues por cada turno (tiro de los dados)  uno de los jugadores recibe un "acertijo de juego" y luego es absorbido hasta el mundo de Jumanji (contrario a la película en donde el mundo del juego era el que salía a nuestro mundo) hasta que dicho jugador solucione su pista o acertijo, y el personaje de Robin Williams, Alan, fue colocado en Jumanji y nunca vio su pista, lo cual fue en su mayor parte la fuerza motriz detrás de la serie, que, con la ayuda de Peter y Judy, traten de encontrar diversas formas para lograr que Alan pueda salir del juego. Algunas veces, también Peter se transforma en diversos animales.
En el último episodio, La Despedida de Jumanji,  se revela toda la trama sobre el enigma en torno a Alan, desesperado por resolverlo desde el primer día. Fue capaz de aprender a través del espejo de la memoria que trazó todos los acontecimientos del pasado desde el comienzo de la serie hasta su entrada en Jumanji. "Un acto de bondad sin condiciones te sacará de esta situación terrible", esta es la frase que se pretendía. La clave de su enigma era simplemente afrontar al león que lo persiguió durante todos estos años y quitarle una espina que tenía clavada en una de sus patas delanteras. Alan fue capaz de volver a casa con Judy y Peter, pero, a diferencia de la película que inspiró la serie, este ni regresa al pasado ni vuelve a ser niño otra vez, por lo que regresa a nuestro mundo como adulto y tiene que adaptarse a todos los cambios de una nueva época.

## Voces (original eninglés)
- Bill Fagerbakke - Alan Parrish
- Debi Derryberry - Judy Shepherd
- Ashley Johnson - Peter Shepherd
- Sherman Howard - Van Pelt
- Melanie Chartoff - Tía Nora Shepherd
- Pamela Adlon - Roca
- Richard Allen - Oficial Bentley
- Tim Curry - Trader Slick
- William Sanderson - Profesor Ibsen

## Voces (doblaje al español enMéxico)
- José Lavat - Alan Parrish
- Laura Ayala - Judy Shepherd
- Ariadna Rivas - Peter Shepherd
- Jesse Conde - Van Pelt
- Yolanda Vidal - Tía Nora Shepherd
- Herman López - Trader Slick
- Elsa Covián - Joven Alan Parrish
- Blas García - Voces diversas

## Voces (doblaje al español enEspaña)
- Juan Antonio Arroyo - Alan Parrish
- Rocío Azofra - Judy Shepherd
- Pilar Coronado - Peter Shepherd
- Víctor Agramunt - Van Pelt
- Begoña Hernando - Tía Nora Shepherd
- Ángel Egido - Trader Slick
- ???? - Joven Alan Parrish

## Personajes

### Protagonistas
Alan Parrish - El compañero de Judy y Peter en Jumanji. Desde niño fue introducido en el juego y solo puede salir si ve su pista original que nunca vio. En su mayor parte actúa como si fuese un niño.
Judy Shepherd - La hermana mayor de Peter. Es la "Reina Cerebro". Es muy inteligente y la más sensata del grupo.
Peter Shepherd - El hermano menor de Judi - Es inmaduro y buscador de problemas y dice constantemente "enfrían frijoles". A veces, Él y Judy discuten pero muchas veces Peter la ayuda en solucionar las pistas del juego. Constantemente hace trampas y se transforma en diversos animales.
Tía Nora Shepherd. La tía de Judy y Peter y la guardiana legal.

### Villanos
En Jumanji, además de haber peligros de la selva hay también muchas personas peligrosas. La mayoría aparecen solo una vez. Entre los personajes recurrentes se incluyen:
Vant Pelt es un cazador que se considera a sí mismo como el mejor. Mata indistintamente tanto a hombres como a bestias, sin remordimiento. Odia a Alan, y quiere matarlo (referencia a la caza humana). En el episodio "La ley de Jumanji", Peter lo asesinó, pero este poco a poco se fue convirtiendo en Vant Pelt ya que siempre debe haber un cazador en el mundo de Jumanji por eso Alan y Judy trataron de resucitar a Vant Pelt para que Peter vuelva de nuevo a la normalidad. El actor de voz de Vant Pelt es Sherman Howard (para doblaje inglés). En la película también fue interpretado por Jonathan Hyde. 
Trader Slick es un comerciante medianamente astuto. Vende todo lo necesario, casi siempre para las aventuras de nuestros héroes, de vez en cuando ayuda a Peter, Alan y Judy en sus problemas, la mayoría de los precios de sus productos son sumamente altos, además de que muchas veces puede llegar a intentar estafar a cualquiera con quien se relaciona. El actor de voz de este personaje es Tim Curry.
Profesor Ibsen es un científico loco obsesionado con todo lo robótico. Ibsen tiene la tarea de "trabajar" para Jumanji inventando peligros y máquinas asesinas que pongan en peligro cada vez más la vida de todo aquel que entre al juego.
Entre sus inventos se encuentran por ejemplo la máquina de pesadilla,  rana venenosa escupidoras de ácido y rinocerontes blindados de batalla. Envía informes diarios de "Jumanji" al mismo Jumanji, que emite a través de la selva. Se hace llamar "Maestro Constructor de Jumanji", esto es una referencia al dramaturgo noruego Henrik Ibsen, y su obra "El Maestro Constructor".
Kapt'n Squint es un pirata muy rudo. Perdió su nariz por culpa de una criatura de mar.
Aston Philips es un aventurero bastante ávido. Él considera por sí mismo lo más grande y más valiente y traiciona aun sus agentes: Alan, Judy y Peter. Él frecuentemente dice "Aston Philips lo ha hecho nuevamente."
Stalker El protector de Jumanji y la representación de la muerte en el mundo del juego  ( Es un esqueleto vestido en un traje y que toma la vida de los jugadores y de los mismos habitantes de Jumanji) representando además literalmente el término "Game Over".
Solo aparece en situaciones muy especiales y extremas (cuando los protagonistas tratan de destruir el tablero por ejemplo).
Una de sus principales funciones es la de proteger todo lo que tenga que ver con el juego (dados, tablero, etc) y asegurarse de que jumanji exista para atrapar a nuevos jugadores.
Ha intentando tomar la vida de Alan, Peter y Judy más de una vez y por lo visto es inmortal pues ha sobrevivido a situaciones mortales (ser aplastado por una viga y ser arrojado desde una gran cascada).
Es una calavera muy aterradora y todos los habitantes de Jumanji sin excepción le temen y respetan, trae consigo el miedo, el frío y por supuesto la muerte.
Los Manjis son una de las tribus que habitan en Jumanji, la mayor parte de la historia son amistosos con Peter, Alan y Judy, pero en ciertas ocasiones son los enemigos de la historia, son la representación de una tribu africana, siempre llevan sus máscaras puestas y su idioma es una mezcla de señas, gemidos y sonidos corporales.